# Temporada 2017 del Campeonato de Fórmula 2 de la FIA
La temporada 2017 del Campeonato de Fórmula 2 de la FIA fue la edición inaugural de dicha categoría, reemplazante de la GP2 Series. Gran parte de las carreras se llevaron a cabo como telonera de Fórmula 1.

## Escuderías y pilotos
Nota: Como todos los equipos usan los chasis Dallara GP2/11 con el motor Mecachrome V8 de Renault y neumáticos Pirelli, no se especifican los datos de los vehículos.
| Escudería          | N.º | Piloto              | Rondas    |
| ------------------ | --- | ------------------- | --------- |
| PREMA Racing       | 1   | Charles Leclerc     | Todas     |
| PREMA Racing       | 2   | Antonio Fuoco       | Todas     |
| Racing Engineering | 3   | Louis Delétraz      | 1-7       |
| Racing Engineering | 3   | Nyck de Vries       | 8-11      |
| Racing Engineering | 4   | Gustav Malja        | Todas     |
| RUSSIAN TIME       | 5   | Luca Ghiotto        | Todas     |
| RUSSIAN TIME       | 6   | Artem Markelov      | Todas     |
| ART Grand Prix     | 7   | Nobuharu Matsushita | Todas     |
| ART Grand Prix     | 8   | Alexander Albon     | 1-3, 5-11 |
| ART Grand Prix     | 8   | Sergey Sirotkin     | 4         |
| DAMS               | 9   | Oliver Rowland      | Todas     |
| DAMS               | 10  | Nicholas Latifi     | Todas     |
| Campos Racing      | 11  | Ralph Boschung      | 1-10      |
| Campos Racing      | 11  | Lando Norris        | 11        |
| Campos Racing      | 12  | Stefano Coletti     | 1         |
| Campos Racing      | 12  | Roberto Merhi       | 2         |
| Campos Racing      | 12  | Robert Vișoiu       | 3-9       |
| Campos Racing      | 12  | Álex Palou          | 10-11     |
| MP Motorsport      | 14  | Sérgio Sette Câmara | Todas     |
| MP Motorsport      | 15  | Jordan King         | Todas     |
| Trident            | 16  | Nabil Jeffri        | Todas     |
| Trident            | 17  | Sergio Canamasas    | 1-4       |
| Trident            | 17  | Raffaele Marciello  | 5         |
| Trident            | 17  | Callum Ilott        | 6         |
| Trident            | 17  | Santino Ferrucci    | 7-11      |
| Rapax              | 18  | Nyck de Vries       | 1-7       |
| Rapax              | 18  | Louis Delétraz      | 8-11      |
| Rapax              | 19  | Johnny Cecotto Jr.  | 1-4       |
| Rapax              | 19  | Sergio Canamasas    | 5-7       |
| Rapax              | 19  | Roberto Merhi       | 8-9, 11   |
| Rapax              | 19  | René Binder         | 10        |
| Pertamina Arden    | 20  | Norman Nato         | Todas     |
| Pertamina Arden    | 21  | Sean Gelael         | Todas     |
| Fuentes:           |     |                     |           |

## Calendario
El calendario consto de 11 rondas, incluyendo una ronda independiente en Jerez.
| Rondas | Rondas | Circuito                                     | País        | Fecha           | Evento principal                        |
| ------ | ------ | -------------------------------------------- | ----------- | --------------- | --------------------------------------- |
| 1      | CL     | Circuito Internacional de Baréin, Sakhir     | Baréin      | 15 de abril     | Gran Premio de Baréin (Fórmula 1)       |
| 1      | CC     | Circuito Internacional de Baréin, Sakhir     | Baréin      | 16 de abril     | Gran Premio de Baréin (Fórmula 1)       |
| 2      | CL     | Circuito de Barcelona-Cataluña, Montmeló     | España      | 13 de mayo      | Gran Premio de España (Fórmula 1)       |
| 2      | CC     | Circuito de Barcelona-Cataluña, Montmeló     | España      | 14 de mayo      | Gran Premio de España (Fórmula 1)       |
| 3      | CL     | Circuito de Mónaco, Montecarlo               | Mónaco      | 26 de mayo      | Gran Premio de Mónaco (Fórmula 1)       |
| 3      | CC     | Circuito de Mónaco, Montecarlo               | Mónaco      | 27 de mayo      | Gran Premio de Mónaco (Fórmula 1)       |
| 4      | CL     | Circuito callejero de Bakú, Bakú             | Azerbaiyán  | 24 de junio     | Gran Premio de Azerbaiyán (Fórmula 1)   |
| 4      | CC     | Circuito callejero de Bakú, Bakú             | Azerbaiyán  | 25 de junio     | Gran Premio de Azerbaiyán (Fórmula 1)   |
| 5      | CL     | Red Bull Ring, Spielberg                     | Austria     | 8 de julio      | Gran Premio de Austria (Fórmula 1)      |
| 5      | CC     | Red Bull Ring, Spielberg                     | Austria     | 9 de julio      | Gran Premio de Austria (Fórmula 1)      |
| 6      | CL     | Circuito de Silverstone, Silverstone         | Reino Unido | 15 de julio     | Gran Premio de Gran Bretaña (Fórmula 1) |
| 6      | CC     | Circuito de Silverstone, Silverstone         | Reino Unido | 16 de julio     | Gran Premio de Gran Bretaña (Fórmula 1) |
| 7      | CL     | Hungaroring, Mogyoród                        | Hungría     | 29 de julio     | Gran Premio de Hungría (Fórmula 1)      |
| 7      | CC     | Hungaroring, Mogyoród                        | Hungría     | 30 de julio     | Gran Premio de Hungría (Fórmula 1)      |
| 8      | CL     | Circuito de Spa-Francorchamps, Francorchamps | Bélgica     | 26 de agosto    | Gran Premio de Bélgica (Fórmula 1)      |
| 8      | CC     | Circuito de Spa-Francorchamps, Francorchamps | Bélgica     | 27 de agosto    | Gran Premio de Bélgica (Fórmula 1)      |
| 9      | CL     | Autodromo Nazionale di Monza, Monza          | Italia      | 2 de septiembre | Gran Premio de Italia (Fórmula 1)       |
| 9      | CC     | Autodromo Nazionale di Monza, Monza          | Italia      | 3 de septiembre | Gran Premio de Italia (Fórmula 1)       |
| 10     | CL     | Circuito de Jerez, Jerez de la Frontera      | España      | 7 de octubre    | Independiente                           |
| 10     | CC     | Circuito de Jerez, Jerez de la Frontera      | España      | 8 de octubre    | Independiente                           |
| 11     | CL     | Circuito Yas Marina, Abu Dhabi               | EAU         | 25 de noviembre | Gran Premio de Abu Dabi (Fórmula 1)     |
| 11     | CC     | Circuito Yas Marina, Abu Dhabi               | EAU         | 26 de noviembre | Gran Premio de Abu Dabi (Fórmula 1)     |

## Neumáticos
| Nombre del compuesto | Color | Color | Banda de rodadura | Condiciones de circulación | Tipo del compuesto | Adherencia           | Durabilidad        |
| -------------------- | ----- | ----- | ----------------- | -------------------------- | ------------------ | -------------------- | ------------------ |
| Súper blando         | SS    |       | Liso              | Seco                       | Blando             | 4 - Más adherencia   | 1 - Menos duradero |
| Blando               | S     |       | Liso              | Seco                       | Blando / Duro      | 3                    | 2                  |
| Medio                | M     |       | Liso              | Seco                       | Blando / Duro      | 2                    | 3                  |
| Duro                 | H     |       | Liso              | Seco                       | Duro               | 1 - Menos adherencia | 4 - Más duradero   |
| Lluvia               | W     |       | Canales           | Mojado                     | De lluvia          |                      |                    |

### Por carrera
| Compuesto | SAK | BAR | MON | BAK | SPI | SIL | BUD | SPA | MNZ | JER | YMC |
| --------- | --- | --- | --- | --- | --- | --- | --- | --- | --- | --- | --- |
| Blando    | S   | S   | SS  | SS  | SS  | S   | S   | S   | S   | S   | SS  |
| Duro      | M   | H   | S   | M   | S   | H   | M   | M   | M   | M   | S   |
| De lluvia | W   | W   | W   | W   | W   | W   | W   | W   | W   | W   | W   |

## Resultados

### Entrenamientos

#### Pretemporada
| N.º | Circuito  | Fecha       | Sesión | Mejor clasificado   | Mejor clasificado | Mejor clasificado | Mejor clasificado |
| N.º | Circuito  | Fecha       | Sesión | Piloto              | Escudería         | Tiempo            | Vueltas           |
| --- | --------- | ----------- | ------ | ------------------- | ----------------- | ----------------- | ----------------- |
| 1º  | Barcelona | 13 de marzo | Mañana | Johnny Cecotto Jr.  | Rapax             | 1:29.239          | 11                |
| 1º  | Barcelona | 13 de marzo | Tarde  | Nobuharu Matsushita | ART Grand Prix    | 1:29.061          | 43                |
| 1º  | Barcelona | 14 de marzo | Mañana | Alexander Albon     | ART Grand Prix    | 1:28.225          | 35                |
| 1º  | Barcelona | 14 de marzo | Tarde  | Nyck de Vries       | Rapax             | 1:29.223          | 28                |
| 1º  | Barcelona | 15 de marzo | Mañana | Norman Nato         | Pertamina Arden   | 1:27.834          | 30                |
| 1º  | Barcelona | 15 de marzo | Tarde  | Luca Ghiotto        | RUSSIAN TIME      | 1:29.565          | 40                |
|     |           |             |        |                     |                   |                   |                   |
| 2º  | Sakhir    | 29 de marzo | Mañana | Charles Leclerc     | PREMA Racing      | 1:41.454          | 15                |
| 2º  | Sakhir    | 29 de marzo | Tarde  | Luca Ghiotto        | RUSSIAN TIME      | 1:42.003          | 18                |
| 2º  | Sakhir    | 30 de marzo | Mañana | Nicholas Latifi     | DAMS              | 1:40.541          | 23                |
| 2º  | Sakhir    | 30 de marzo | Tarde  | Nyck de Vries       | Rapax             | 1:41.212          | 23                |
| 2º  | Sakhir    | 31 de marzo | Mañana | Nyck de Vries       | Rapax             | 1:40.583          | 27                |
| 2º  | Sakhir    | 31 de marzo | Tarde  | Nyck de Vries       | Rapax             | 1:41.880          | 40                |

#### Postemporada
| Circuito   | Fecha           | Sesión | Mejor clasificado | Mejor clasificado | Mejor clasificado | Mejor clasificado |
| Circuito   | Fecha           | Sesión | Piloto            | Escudería         | Tiempo            | Vueltas           |
| ---------- | --------------- | ------ | ----------------- | ----------------- | ----------------- | ----------------- |
| Yas Marina | 30 de noviembre | Mañana | Lando Norris      | Campos Racing     | 1:49.084          | 27                |
| Yas Marina | 30 de noviembre | Tarde  | Louis Delétraz    | MP Motorsport     | 1:48.282          | 15                |
| Yas Marina | 1 de diciembre  | Mañana | Louis Delétraz    | MP Motorsport     | 1:49.134          | 26                |
| Yas Marina | 1 de diciembre  | Tarde  | Arjun Maini       | RUSSIAN TIME      | 1:48.645          | 21                |
| Yas Marina | 2 de diciembre  | Mañana | Arjun Maini       | RUSSIAN TIME      | 1:49.040          | 35                |
| Yas Marina | 2 de diciembre  | Tarde  | Alexander Albon   | DAMS              | 1:48.110          | 26                |

### Temporada
| Ronda | Ronda | Ronda                | Pole Position       | Vuelta rápida       | Piloto ganador      | Escudería ganadora | Resultados |
| ----- | ----- | -------------------- | ------------------- | ------------------- | ------------------- | ------------------ | ---------- |
| 1     | L     | Sakhir               | Charles Leclerc     | Artiom Markélov     | Artiom Markélov     | RUSSIAN TIME       | Resultados |
| 1     | C     | Sakhir               |                     | Charles Leclerc     | Charles Leclerc     | PREMA Racing       | Resultados |
| 2     | L     | Barcelona            | Charles Leclerc     | Artiom Markélov     | Charles Leclerc     | PREMA Racing       | Resultados |
| 2     | C     | Barcelona            |                     | Nicholas Latifi     | Nobuharu Matsushita | ART Grand Prix     | Resultados |
| 3     | L     | Montecarlo           | Charles Leclerc     | Oliver Rowland      | Oliver Rowland      | DAMS               | Resultados |
| 3     | C     | Montecarlo           |                     | Artiom Markélov     | Nyck de Vries       | Rapax              | Resultados |
| 4     | L     | Bakú                 | Charles Leclerc     | Charles Leclerc     | Charles Leclerc     | PREMA Racing       | Resultados |
| 4     | C     | Bakú                 |                     | Charles Leclerc     | Norman Nato         | Pertamina Arden    | Resultados |
| 5     | L     | Spielberg            | Charles Leclerc     | Nobuharu Matsushita | Charles Leclerc     | PREMA Racing       | Resultados |
| 5     | C     | Spielberg            |                     | Artiom Markélov     | Artiom Markélov     | RUSSIAN TIME       | Resultados |
| 6     | L     | Silverstone          | Charles Leclerc     | Nobuharu Matsushita | Charles Leclerc     | PREMA Racing       | Resultados |
| 6     | C     | Silverstone          |                     | Charles Leclerc     | Nicholas Latifi     | DAMS               | Resultados |
| 7     | L     | Budapest             | Oliver Rowland      | Nicholas Latifi     | Oliver Rowland      | DAMS               | Resultados |
| 7     | C     | Budapest             |                     | Artiom Markélov     | Nobuharu Matsushita | ART Grand Prix     | Resultados |
| 8     | L     | Spa-Francorchamps    | Charles Leclerc     | Artiom Markélov     | Artiom Markélov     | RUSSIAN TIME       | Resultados |
| 8     | C     | Spa-Francorchamps    |                     | Nyck de Vries       | Sérgio Sette Câmara | MP Motorsport      | Resultados |
| 9     | L     | Monza                | Nobuharu Matsushita | Nicholas Latifi     | Antonio Fuoco       | PREMA Racing       | Resultados |
| 9     | C     | Monza                |                     | Antonio Fuoco       | Luca Ghiotto        | RUSSIAN TIME       | Resultados |
| 10    | L     | Jerez de la Frontera | Charles Leclerc     | Oliver Rowland      | Charles Leclerc     | PREMA Racing       | Resultados |
| 10    | C     | Jerez de la Frontera |                     | Nyck de Vries       | Artiom Markélov     | RUSSIAN TIME       | Resultados |
| 11    | L     | Yas Marina           | Artiom Markélov     | Alexander Albon     | Artiom Markélov     | RUSSIAN TIME       | Resultados |
| 11    | C     | Yas Marina           |                     | Nicholas Latifi     | Charles Leclerc     | PREMA Racing       | Resultados |

## Clasificaciones

### Sistema de puntuación
Los puntos se otorgarán a los 10 primeros clasificados en la carrera larga, y a los primeros 8 clasificados en la carrera corta. El piloto que logre la pole position en la carrera principal también recibirá cuatro puntos y dos puntos serán entregados al piloto que marque la vuelta rápida entre los diez primeros, tanto en la carrera larga como en la corta. No hay puntos extras otorgados a la pole en la carrera corta.
Puntos de carrera larga
| Posición | 1º | 2º | 3º | 4º | 5º | 6º | 7º | 8º | 9º | 10º | Pole | VR |
| Puntos   | 25 | 18 | 15 | 12 | 10 | 8  | 6  | 4  | 2  | 1   | 4    | 2  |

Puntos de carrera corta
Los puntos se otorgarán a los primeros 8 clasificados.
| Posición | 1º | 2º | 3º | 4º | 5º | 6º | 7º | 8º | VR |
| Puntos   | 15 | 12 | 10 | 8  | 6  | 4  | 2  | 1  | 2  |

### Campeonato de Pilotos
| Pos. | Piloto              | SAK | SAK | BAR | BAR | MON | MON | BAK | BAK | SPI | SPI | SIL | SIL | BUD | BUD | SPA | SPA | MNZ | MNZ | JER | JER | YMC | YMC | Puntos |
| ---- | ------------------- | --- | --- | --- | --- | --- | --- | --- | --- | --- | --- | --- | --- | --- | --- | --- | --- | --- | --- | --- | --- | --- | --- | ------ |
| 1    | Charles Leclerc     | 3   | 1   | 1   | 4   | Ret | Ret | 1   | 2   | 1   | Ret | 1   | 5   | 4   | 4   | DSQ | 5   | 17  | 9   | 1   | 7   | 2   | 1   | 282    |
| 2    | Artiom Markélov     | 1   | 8   | 8   | 9   | 2   | 5   | 4   | 5   | 8   | 1   | 4   | 3   | 17† | 9   | 1   | Ret | 9   | 15  | 5   | 1   | 1   | 6   | 210    |
| 3    | Oliver Rowland      | 5   | 3   | 3   | 2   | 1   | 9   | 7   | Ret | 4   | 3   | 3   | 17  | 1   | 2   | DSQ | 8   | Ret | 11  | 2   | 3   | DSQ | 7   | 191    |
| 4    | Luca Ghiotto        | 7   | 2   | 2   | 7   | 5   | 4   | 16  | 7   | 14  | 4   | 6   | 2   | 6   | 8   | 2   | 3   | 4   | 1   | 7   | 4   | 3   | 5   | 185    |
| 5    | Nicholas Latifi     | 11  | 4   | 6   | 3   | Ret | 13  | 3   | 3   | 2   | 8   | 8   | 1   | 2   | 6   | DNS | 9   | 3   | 16  | 4   | 2   | 5   | 3   | 178    |
| 6    | Nobuharu Matsushita | 8   | 14  | 4   | 1   | 3   | 7   | 12  | 6   | 6   | 14  | 10  | 8   | 5   | 1   | 16  | Ret | 2   | 7   | 18  | 11  | 6   | 4   | 131    |
| 7    | Nyck de Vries       | 10  | 6   | 10  | Ret | 7   | 1   | 2   | Ret | 13  | 16† | DNS | 7   | 3   | 3   | 5   | 2   | 18  | 12  | 13  | 6   | 4   | 9   | 114    |
| 8    | Antonio Fuoco       | 9   | 10  | 13  | Ret | 11  | 10  | Ret | 12  | 3   | 5   | 16  | 12  | Ret | 17  | 3   | 7   | 1   | 3   | 3   | 5   | DSQ | 11  | 98     |
| 9    | Norman Nato         | 2   | Ret | 16  | 13  | Ret | Ret | 5   | 1   | Ret | 7   | 2   | 6   | 7   | 5   | 8   | 4   | 13  | 10  | 11  | 10  | 13  | 18  | 91     |
| 10   | Alexander Albon     | 6   | 7   | 5   | 8   | 4   | 6   |     |     | 5   | 2   | 18  | 10  | 8   | 7   | 12  | 18  | 14  | 8   | 12  | 9   | 7   | 2   | 86     |
| 11   | Jordan King         | 4   | 5   | 9   | 5   | 9   | 8   | 6   | DSQ | 9   | 6   | 7   | Ret | 15  | 11  | Ret | 14  | 10  | 20  | 6   | Ret | 8   | Ret | 62     |
| 12   | Sérgio Sette Câmara | 13  | 18  | 14  | 15  | Ret | 14  | 13  | 9   | 16  | 10  | 13  | 15  | 16  | 13  | 6   | 1   | 6   | 2   | 10  | 14  | 9   | 8   | 47     |
| 13   | Gustav Malja        | 18  | 13  | 7   | 6   | 6   | 3   | 11  | 13  | 12  | 15  | 14  | 9   | 13  | NC  | 4   | 11  | 8   | 18  | 14  | 18  | 11  | 17  | 44     |
| 14   | Sergio Canamasas    | 14  | 11  | Ret | 11  | 10  | 17  | 9   | 15  | 15  | 9   | 5   | 4   | Ret | Ret |     |     |     |     |     |     |     |     | 21     |
| 15   | Sean Gelael         | 17  | 17  | 15  | 16  | 13  | 12  | 14  | 10  | 10  | 11  | 9   | 16  | 14  | 10  | 15  | 17  | 5   | 6   | 16  | 16  | 15  | 14  | 17     |
| 16   | Johnny Cecotto Jr.  | 15  | 9   | 17  | 10  | 8   | 2   | Ret | 14  |     |     |     |     |     |     |     |     |     |     |     |     |     |     | 16     |
| 17   | Louis Delétraz      | 20  | 12  | 11  | 14  | 15  | 16  | Ret | 16  | 17  | 13  | 12  | 13  | 10  | 12  | 14  | 12  | 7   | 4   | 17  | 12  | 10  | Ret | 16     |
| 18   | Roberto Merhi       |     |     | 19† | 12  |     |     |     |     |     |     |     |     |     |     | 7   | 6   | 11  | 5   |     |     | 16  | 10  | 16     |
| 19   | Ralph Boschung      | 12  | Ret | 12  | 17  | 12  | Ret | 8   | 8   | 7   | Ret | 11  | Ret | 11  | 16  | 13  | 13  | 15  | 13  | Ret | 19† |     |     | 11     |
| 20   | Sergey Sirotkin     |     |     |     |     |     |     | 10  | 4   |     |     |     |     |     |     |     |     |     |     |     |     |     |     | 9      |
| 21   | Álex Palou          |     |     |     |     |     |     |     |     |     |     |     |     |     |     |     |     |     |     | 8   | 8   | 12  | 12  | 5      |
| 22   | Santino Ferrucci    |     |     |     |     |     |     |     |     |     |     |     |     | 9   | 14  | 9   | 10  | Ret | 14  | Ret | 13  | 14  | 15  | 4      |
| 23   | Nabil Jeffri        | 19  | 16  | 18  | 18  | 14  | 11  | Ret | 17  | 18  | 12  | 15  | 18  | 12  | 15  | 11  | 15  | 12  | 17  | 9   | 15  | Ret | 16  | 2      |
| 24   | Robert Vișoiu       |     |     |     |     | Ret | 15  | 15  | 11  | 11  | 17† | 17  | 11  | Ret | Ret | 10  | 16  | 16  | 19  |     |     |     |     | 1      |
| 25   | Lando Norris        |     |     |     |     |     |     |     |     |     |     |     |     |     |     |     |     |     |     |     |     | Ret | 13  | 0      |
| 26   | Callum Ilott        |     |     |     |     |     |     |     |     |     |     | 19  | 14  |     |     |     |     |     |     |     |     |     |     | 0      |
| 27   | Stefano Coletti     | 16  | 15  |     |     |     |     |     |     |     |     |     |     |     |     |     |     |     |     |     |     |     |     | 0      |
| 28   | René Binder         |     |     |     |     |     |     |     |     |     |     |     |     |     |     |     |     |     |     | 15  | 17  |     |     | 0      |
| 29   | Raffaele Marciello  |     |     |     |     |     |     |     |     | 19  | Ret |     |     |     |     |     |     |     |     |     |     |     |     | 0      |
| Pos. | Piloto              | SAK | SAK | BAR | BAR | MON | MON | BAK | BAK | SPI | SPI | SIL | SIL | BUD | BUD | SPA | SPA | MNZ | MNZ | JER | JER | YMC | YMC | Puntos |

| Color     | Resultado              |
| --------- | ---------------------- |
| Oro       | Ganador                |
| Plata     | 2.ª plaza              |
| Bronce    | 3.ª plaza              |
| Verde     | Finalizó en los puntos |
| Azul      | Finalizó sin puntos    |
| Azul      | NC - No clasificado    |
| Violeta   | Ret - No terminó       |
| Rojo      | DNQ - No se clasificó  |
| Negro     | DSQ - Descalificado    |
| Blanco    | DNS - No empezó        |
| Blanco    | WD - Retirado          |
| Blanco    | C - Carrera cancelada  |
| Sin color | DNP - No participó     |
| Sin color | INJ - Lesionado        |
| Sin color | EX - Excluido          |

| Estado  | Resultado |
| ------- | --- |
| Negrita | Pole position |
| Cursiva | Vuelta rápida puntuable, el piloto cumplió los requisitos para ser bonificado con uno o más puntos por lograr la vuelta rápida |
| †       | Abandona, pero clasifica al completar el porcentaje requerido para ello                                                        |

Fuente: Fórmula 2.

#### Estadísticas del Campeonato de Pilotos
| Pos. | Piloto              | Escudería                | Carreras | Victorias | Podios | Poles | Vueltas rápidas | Vueltas lideradas | Puntos |
| ---- | ------------------- | ------------------------ | -------- | --------- | ------ | ----- | --------------- | ----------------- | ------ |
| 1    | Charles Leclerc     | PREMA Racing             | 22       | 7         | 10     | 8     | 4               | 194               | 282    |
| 2    | Artiom Markélov     | RUSSIAN TIME             | 22       | 5         | 7      | 1     | 6               | 60                | 210    |
| 3    | Oliver Rowland      | DAMS                     | 22       | 2         | 10     | 1     | 2               | 66                | 191    |
| 4    | Luca Ghiotto        | RUSSIAN TIME             | 22       | 1         | 7      |       |                 | 29                | 185    |
| 5    | Nicholas Latifi     | DAMS                     | 22       | 1         | 9      |       | 4               | 52                | 178    |
| 6    | Nobuharu Matsushita | ART Grand Prix           | 22       | 2         | 4      | 1     | 2               | 48                | 131    |
| 7    | Nyck de Vries       | Rapax Racing Engineering | 22       | 1         | 5      |       | 2               | 58                | 114    |
| 8    | Antonio Fuoco       | PREMA Racing             | 22       | 1         | 5      |       | 1               |                   | 98     |
| 9    | Norman Nato         | Pertamina Arden          | 22       | 1         | 3      |       |                 | 28                | 91     |
| 10   | Alexander Albon     | ART Grand Prix           | 20       |           | 2      |       | 1               | 37                | 86     |
| 11   | Jordan King         | MP Motorsport            | 22       |           |        |       |                 |                   | 62     |
| 12   | Sérgio Sette Câmara | MP Motorsport            | 22       | 1         | 2      |       |                 | 18                | 47     |
| 13   | Gustav Malja        | Racing Engineering       | 22       |           | 1      |       |                 |                   | 44     |
| 14   | Sergio Canamasas    | Trident Rapax            | 14       |           |        |       |                 |                   | 21     |
| 15   | Sean Gelael         | Pertamina Arden          | 22       |           |        |       |                 | 3                 | 17     |
| 16   | Johnny Cecotto Jr.  | Rapax                    | 8        |           | 1      |       |                 |                   | 16     |
| 17   | Louis Delétraz      | Racing Engineering Rapax | 22       |           |        |       |                 | 7                 | 16     |
| 18   | Roberto Merhi       | Campos Racing Rapax      | 8        |           |        |       |                 |                   | 16     |
| 19   | Ralph Boschung      | Campos Racing            | 18       |           |        |       |                 |                   | 11     |
| 20   | Sergey Sirotkin     | ART Grand Prix           | 2        |           |        |       |                 |                   | 9      |
| 21   | Álex Palou          | Campos Racing            | 4        |           |        |       |                 | 22                | 5      |
| 22   | Santino Ferrucci    | Trident                  | 10       |           |        |       |                 |                   | 4      |
| 23   | Nabil Jeffri        | Trident                  | 22       |           |        |       |                 |                   | 2      |
| 24   | Robert Vișoiu       | Campos Racing            | 14       |           |        |       |                 |                   | 1      |
| 25   | Lando Norris        | Campos Racing            | 2        |           |        |       |                 |                   | 0      |
| 26   | Callum Ilott        | Trident                  | 2        |           |        |       |                 |                   | 0      |
| 27   | Stefano Coletti     | Campos Racing            | 2        |           |        |       |                 |                   | 0      |
| 28   | René Binder         | Rapax                    | 2        |           |        |       |                 |                   | 0      |
| 29   | Raffaele Marciello  | Trident                  | 2        |           |        |       |                 |                   | 0      |

Fuente: Fórmula 2.

### Campeonato de Escuderías
| Pos. | Escudería          | N.º | SAK | SAK | BAR | BAR | MON | MON | BAK | BAK | SPI | SPI | SIL | SIL | BUD | BUD | SPA | SPA | MNZ | MNZ | JER | JER | YMC | YMC | Puntos |
| ---- | ------------------ | --- | --- | --- | --- | --- | --- | --- | --- | --- | --- | --- | --- | --- | --- | --- | --- | --- | --- | --- | --- | --- | --- | --- | ------ |
| 1    | RUSSIAN TIME       | 5   | 7   | 2   | 2   | 7   | 5   | 4   | 16  | 7   | 14  | 4   | 6   | 2   | 6   | 8   | 2   | 3   | 4   | 1   | 7   | 4   | 3   | 5   | 395    |
| 1    | RUSSIAN TIME       | 6   | 1   | 8   | 8   | 9   | 2   | 5   | 4   | 5   | 8   | 1   | 4   | 3   | 17  | 9   | 1   | Ret | 9   | 15  | 5   | 1   | 1   | 6   | 395    |
| 2    | PREMA Racing       | 1   | 3   | 1   | 1   | 4   | Ret | Ret | 1   | 2   | 1   | Ret | 1   | 5   | 4   | 4   | DSQ | 5   | 17  | 9   | 1   | 7   | 2   | 1   | 380    |
| 2    | PREMA Racing       | 2   | 9   | 10  | 13  | Ret | 11  | 10  | Ret | 12  | 3   | 5   | 16  | 12  | Ret | 17  | 3   | 7   | 1   | 3   | 3   | 5   | DSQ | 11  | 380    |
| 3    | DAMS               | 9   | 5   | 3   | 3   | 2   | 1   | 9   | 7   | Ret | 4   | 3   | 3   | 17  | 1   | 2   | DSQ | 8   | Ret | 11  | 2   | 3   | DSQ | 7   | 369    |
| 3    | DAMS               | 10  | 11  | 4   | 6   | 3   | Ret | 13  | 3   | 3   | 2   | 8   | 8   | 1   | 2   | 6   | Ret | 9   | 3   | 16  | 4   | 2   | 5   | 3   | 369    |
| 4    | ART Grand Prix     | 7   | 8   | 14  | 4   | 1   | 3   | 7   | 12  | 6   | 6   | 14  | 10  | 8   | 5   | 1   | 16  | Ret | 2   | 7   | 18  | 11  | 6   | 4   | 222    |
| 4    | ART Grand Prix     | 8   | 6   | 7   | 5   | 8   | 4   | 6   | 10  | 4   | 5   | 2   | 18  | 10  | 8   | 7   | 12  | 18  | 13  | 8   | 12  | 9   | 7   | 2   | 222    |
| 5    | Rapax              | 18  | 10  | 6   | 10  | Ret | 7   | 1   | 2   | Ret | 13  | 16† | DNS | 7   | 3   | 3   | 14  | 12  | 7   | 4   | 17  | 12  | 10  | Ret | 137    |
| 5    | Rapax              | 19  | 15  | 9   | 17  | 10  | 8   | 2   | Ret | 14  | 15  | 9   | 5   | 4   | Ret | Ret | 7   | 6   | 11  | 5   | 15  | 17  | 16  | 10  | 137    |
| 6    | MP Motorsport      | 14  | 13  | 18  | 14  | 15  | Ret | 14  | 13  | 9   | 16  | 10  | 13  | 15  | 16  | 13  | 6   | 1   | 6   | 2   | 10  | 14  | 9   | 8   | 109    |
| 6    | MP Motorsport      | 15  | 4   | 5   | 9   | 5   | 9   | 8   | 6   | DSQ | 9   | 6   | 7   | Ret | 15  | 11  | Ret | 14  | 10  | 20  | 6   | Ret | 8   | Ret | 109    |
| 7    | Pertamina Arden    | 20  | 2   | Ret | 16  | 13  | Ret | Ret | 5   | 1   | Ret | 7   | 2   | 6   | 7   | 5   | 8   | 4   | 13  | 10  | 11  | 10  | 13  | 18  | 108    |
| 7    | Pertamina Arden    | 21  | 17  | 17  | 15  | 16  | 13  | 12  | 14  | 10  | 10  | 11  | 9   | 16  | 14  | 10  | 15  | 17  | 5   | 6   | 16  | 17  | 15  | 14  | 108    |
| 8    | Racing Engineering | 3   | 20  | 12  | 11  | 14  | 15  | 16  | Ret | 16  | 17  | 13  | 12  | 13  | 10  | 12  | 5   | 2   | 18  | 12  | 13  | 6   | 4   | 9   | 87     |
| 8    | Racing Engineering | 4   | 18  | 13  | 7   | 6   | 6   | 3   | 11  | 13  | 12  | 15  | 14  | 9   | 13  | NC  | 4   | 11  | 8   | 18  | 14  | 18  | 11  | 17  | 87     |
| 9    | Campos Racing      | 11  | 12  | Ret | 12  | 17  | 12  | Ret | 8   | 8   | 7   | Ret | 11  | Ret | 11  | 16  | 13  | 13  | 15  | 13  | Ret | 19† | Ret | 13  | 17     |
| 9    | Campos Racing      | 12  | 16  | 15  | 19† | 12  | Ret | 15  | 15  | 11  | 11  | 17† | 17  | 11  | Ret | Ret | 10  | 16  | 16  | 19  | 8   | 8   | 12  | 12  | 17     |
| 10   | Trident            | 16  | 19  | 16  | 18  | 18  | 14  | 11  | Ret | 17  | 18  | 12  | 15  | 18  | 12  | 15  | 11  | 15  | 12  | 17  | 9   | 15  | Ret | 16  | 9      |
| 10   | Trident            | 17  | 14  | 11  | Ret | 11  | 10  | 17  | 9   | 15  | 19  | Ret | 19  | 14  | 9   | 14  | 9   | 10  | Ret | 14  | Ret | 13  | 14  | 15  | 9      |
| Pos. | Escudería          | N.º | SAK | SAK | BAR | BAR | MON | MON | BAK | BAK | SPI | SPI | SIL | SIL | BUD | BUD | SPA | SPA | MNZ | MNZ | JER | JER | YMC | YMC | Puntos |

| Color     | Resultado              |
| --------- | ---------------------- |
| Oro       | Ganador                |
| Plata     | 2.ª plaza              |
| Bronce    | 3.ª plaza              |
| Verde     | Finalizó en los puntos |
| Azul      | Finalizó sin puntos    |
| Azul      | NC - No clasificado    |
| Violeta   | Ret - No terminó       |
| Rojo      | DNQ - No se clasificó  |
| Negro     | DSQ - Descalificado    |
| Blanco    | DNS - No empezó        |
| Blanco    | WD - Retirado          |
| Blanco    | C - Carrera cancelada  |
| Sin color | DNP - No participó     |
| Sin color | INJ - Lesionado        |
| Sin color | EX - Excluido          |

| Estado  | Resultado |
| ------- | --- |
| Negrita | Pole position |
| Cursiva | Vuelta rápida puntuable, el piloto cumplió los requisitos para ser bonificado con uno o más puntos por lograr la vuelta rápida |
| †       | Abandona, pero clasifica al completar el porcentaje requerido para ello                                                        |

Fuente: Fórmula 2.

#### Estadísticas del Campeonato de Escuderías
| Pos. | Escuderías         | Carreras | Victorias | Podios | Poles | Vueltas rápidas | Vueltas lideradas | Puntos |
| ---- | ------------------ | -------- | --------- | ------ | ----- | --------------- | ----------------- | ------ |
| 1    | RUSSIAN TIME       | 22       | 6         | 14     | 1     | 6               | 89                | 395    |
| 2    | PREMA Racing       | 22       | 8         | 15     | 8     | 5               | 194               | 380    |
| 3    | DAMS               | 22       | 3         | 19     | 1     | 6               | 118               | 369    |
| 4    | ART Grand Prix     | 22       | 2         | 6      | 1     | 3               | 85                | 226    |
| 5    | Rapax              | 22       | 1         | 5      |       |                 | 38                | 137    |
| 6    | MP Motorsport      | 22       | 1         | 2      |       |                 | 18                | 109    |
| 7    | Pertamina Arden    | 22       | 1         | 3      |       |                 | 31                | 108    |
| 8    | Racing Engineering | 22       |           | 2      |       | 2               | 27                | 87     |
| 9    | Campos Racing      | 22       |           |        |       |                 | 22                | 17     |
| 10   | Trident            | 22       |           |        |       |                 |                   | 9      |

Fuente: Fórmula 2.

### Citas
1. ↑  «Binder sustituye a Merhi en la cita de Jerez de la F2 - FIA F2 Noticias». Consultado el 19 de julio de 2018.
2. ↑  «Teams and drivers». Fórmula 2 (Formula Motorsport Limited). Archivado desde el original el 12 de abril de 2017. Consultado el 5 de enero de 2017.
3. ↑  «2017 FIA F2 Calendario del campeonato». lat.motorsport.com. Consultado el 23 de marzo de 2017.
4. ↑  «The regulations». Fórmula 2 (en inglés). Formula Motorsport Limited. Archivado desde el original el 2 de diciembre de 2017. Consultado el 21 de julio de 2018. «The F2 car uses slick Pirelli tyres in four specifications (super soft, soft, medium and hard).»
5. ↑  «2017 Round 1 preview: Sakhir, Bahrain». Fórmula 2 (en inglés). Formula Motorsport Limited. 13 de abril de 2017. Archivado desde el original el 17 de mayo de 2017. Consultado el 21 de julio de 2018. «To that end Pirelli will provide the drivers with their Medium and Soft compounds for this round.»
6. ↑  «P Zero Hard and Soft tyres for Barcelona». Fórmula 2 (en inglés). Formula Motorsport Limited. 10 de mayo de 2017. Archivado desde el original el 7 de septiembre de 2017. Consultado el 21 de julio de 2018.
7. ↑  «P Zero Soft and Supersoft tyres for Monaco». Fórmula 2 (en inglés). Formula Motorsport Limited. 24 de mayo de 2017. Archivado desde el original el 29 de junio de 2017. Consultado el 21 de julio de 2018.
8. ↑  «P Zero Medium and Supersoft Compounds for Baku». Fórmula 2 (en inglés). Formula Motorsport Limited. 21 de junio de 2017. Consultado el 21 de julio de 2018.
9. ↑  «P Zero Soft and Supersoft Compounds for Spielberg». Fórmula 2 (en inglés). Formula Motorsport Limited. 6 de julio de 2017. Consultado el 21 de julio de 2018.
10. ↑  «Hard and soft P Zero tyres for Formula 2 at Silverstone». Fórmula 2 (en inglés). Formula Motorsport Limited. 13 de julio de 2017. Consultado el 21 de julio de 2018.
11. ↑  «Medium and soft P Zero tyres for Formula 2 at Budapest». Fórmula 2 (en inglés). Formula Motorsport Limited. 26 de julio de 2017. Consultado el 21 de julio de 2018.
12. ↑  «Formula 2 and GP3 resume at Spa: a very different challenge but the same P Zero tires». Pirelli & C. S.p.A. (en inglés). 22 de agosto de 2017. Consultado el 21 de julio de 2018.
13. ↑  «Medium and soft P Zero tyres for F2 at Monza, soft for GP3». Pirelli & C. S.p.A. (en inglés). 29 de agosto de 2017. Consultado el 21 de julio de 2018.
14. ↑  «Medium and soft P Zero tyres for F2 at Jerez». Fórmula 2 (en inglés). Formula Motorsport Limited. de 2017. Archivado desde el original el 5 de octubre de 2017. Consultado el 21 de julio de 2018.
15. ↑  «Soft and supersoft P Zero tyres for F2 in Abu Dhabi». Fórmula 2 (en inglés). Formula Motorsport Limited. 22 de noviembre de 2017. Consultado el 21 de julio de 2018.
16. ↑  «Nobuharu Matsushita tops first day in Barcelona». Fórmula 2 (en inglés). Formula Motorsport Limited. 13 de marzo de 2017. Archivado desde el original el 8 de diciembre de 2019. Consultado el 7 de diciembre de 2019.
17. ↑  «Albon fastest on day two in Barcelona». Fórmula 2 (en inglés). Formula Motorsport Limited. 14 de marzo de 2017. Archivado desde el original el 8 de diciembre de 2019. Consultado el 7 de diciembre de 2019.
18. ↑  «Norman Nato grabs day 3 honours». Fórmula 2 (en inglés). Formula Motorsport Limited. 15 de marzo de 2017. Archivado desde el original el 8 de diciembre de 2019. Consultado el 7 de diciembre de 2019.
19. ↑  «Leclerc sets the pace in Bahrain». Fórmula 2 (en inglés). Formula Motorsport Limited. 29 de marzo de 2017. Consultado el 7 de diciembre de 2019.
20. ↑  «Latifi claims day two honours in Bahrain». Fórmula 2 (en inglés). Formula Motorsport Limited. 30 de marzo de 2017. Consultado el 7 de diciembre de 2019.
21. ↑  «De Vries claims final day of Bahrain test». Fórmula 2 (en inglés). Formula Motorsport Limited. 31 de marzo de 2017. Consultado el 7 de diciembre de 2019.
22. ↑  «Delétraz heads day 1 of post-season test». Fórmula 2 (en inglés). Formula Motorsport Limited. 30 de noviembre de 2017. Archivado desde el original el 8 de diciembre de 2019. Consultado el 7 de diciembre de 2019.
23. ↑  «Maini leads the way on day 2 in Abu Dhabi». Fórmula 2 (en inglés). Formula Motorsport Limited. 1 de diciembre de 2017. Archivado desde el original el 8 de diciembre de 2019. Consultado el 7 de diciembre de 2019.
24. ↑  «Albon tops test on day 3 in Abu Dhabi». Fórmula 2 (en inglés). Formula Motorsport Limited. 2 de diciembre de 2017. Archivado desde el original el 8 de diciembre de 2019. Consultado el 7 de diciembre de 2019.
25. ↑  «Driver Standings - Formula 2 2017». Fórmula 2 (en inglés). Formula Motorsport Limited. Archivado desde el original el 17 de mayo de 2019. Consultado el 28 de marzo de 2019.
26. 1 2  «Part 7: The Past Results». Fórmula 2 (en inglés). Formula Motorsport Limited. Archivado desde el original el 28 de marzo de 2019. Consultado el 28 de marzo de 2019.
27. ↑  «Team Standings - Formula 2 2017». Fórmula 2 (en inglés). Formula Motorsport Limited. Archivado desde el original el 17 de mayo de 2019. Consultado el 28 de marzo de 2019.